# بيلوم
البيلوم (باللاتينية: Pilum، وجمعها: Pila) هي مزاريق كثيراً ما استعملها الجنود الرُّومان القدماء في المعارك. عادةً ما كان يبلغ طولها حوالي المترين، حيث تُصنَع من ساق خشبية طويلة تتصل بها - عبر تجويفٍ عادة - ساق حديدية أخرى ثخنها نحو 7 مليمترات وطولها 60 سنتيمتراً يُربَط فيها رأس حاد هرمي الشكل.

## التكتيكات

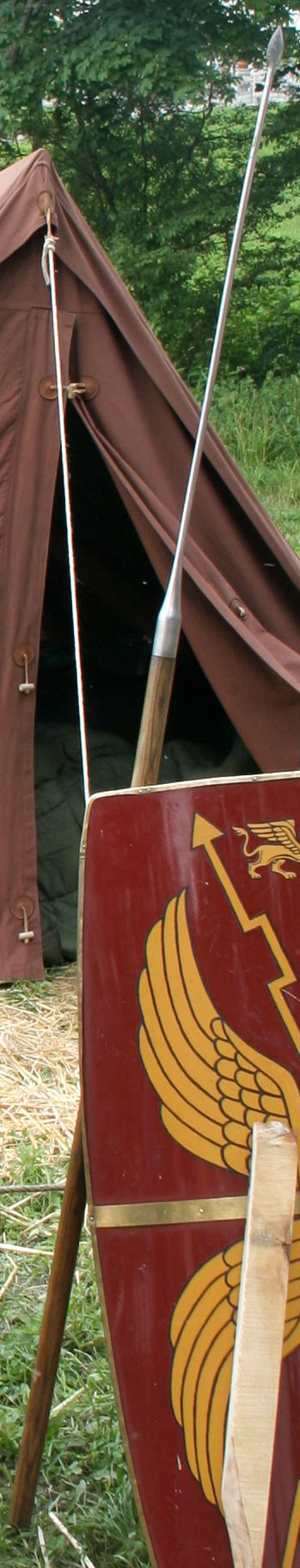
إعادة تصميمٍ حديثة لحربة بيلوم.

كثيراً ما كان يحمل جنود فيالق الجمهورية الرومانية المتأخّرة والإمبراطورية المبكِّرة حربتي بيلوم عند ذهابهم للمعركة، وأحياناً ما تكون إحداهما أثقل وأكبر حجماً من الأخرى. نصَّت التكتيكات التقليدية للقتال الروماني على استهلال المعركة بإطلاق وابلٍ من الحراب على صفوف الأعداء، بغرض تشتيتهم لإفساد تشكيلاتهم الدفاعية وتدمير تروسهم التي يستعينون بها للحماية، ثم بعد ذلك يندفع الجنود نحو صفوف الأعداء الإمامية للاشتباك من على مدى قريب بسيوف الغلاديوس. كما من المحتمل أنهم استعملوا حراب البيلا للاشتراك القريب أيضاً، إذ يعتقد بعض المؤرخين أنها كانت أسلحةً صالحة لجميع مراحل المعركة.

## معرض صور

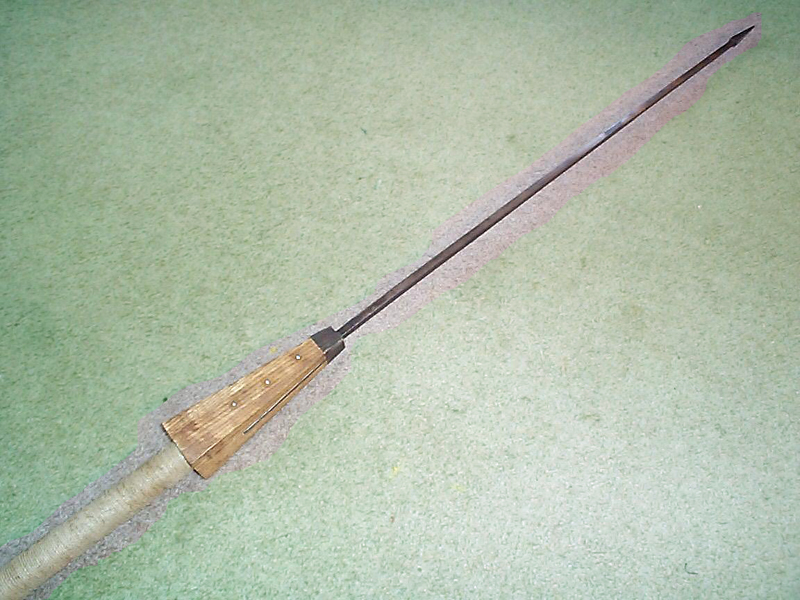
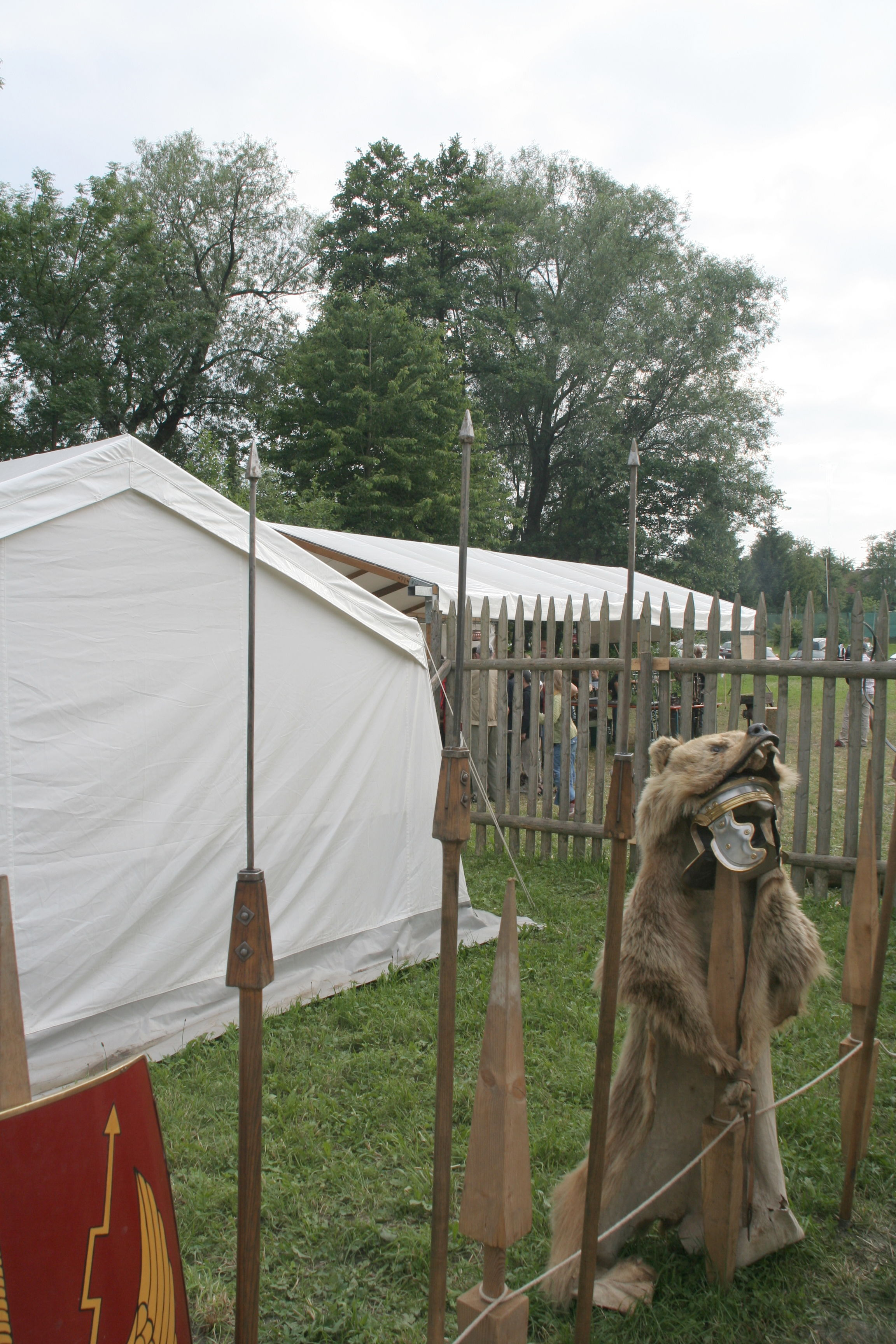
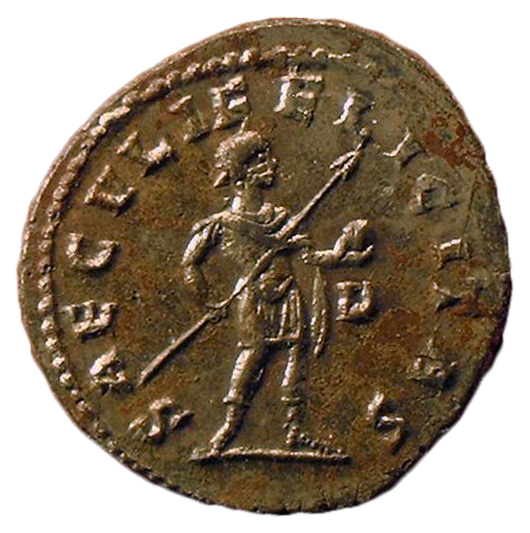